# 콘스탄틴 폰 노이라트
콘스탄틴 헤르만 카를 폰 노이라트 남작(독일어: Konstantin Hermann Karl Freiherr von Neurath: 1873년 2월 2일~ 1956년 8월 14일)은 독일의 외교관이다. 나치 정권 시절 외무국가장관을 맡았던 것으로 가장 잘 알려져 있다. 노이라트는 나치 정권이 베르사유 조약을 무력화시키고 제2차 세계 대전으로 가는 문을 열어젖힌 외교정책의 핵심 인물로 여겨진다. 그러나 이념적 측면이 아니더라도 전술적 측면에서 히틀러에게 반대하는 일이 잦았고, 이에 신임을 잃어 보다 고분고분한 요아힘 폰 리벤트로프로 교체당했다.
외무국가장관직에서 쫓겨난 뒤 1939년에서 1943년 사이에 체코 땅에 세워진 괴뢰국 보헤미아 모라바 보호령의 국가원수인 "국가보호자(Reichsprotektor)"를 지냈다. 그러나 1941년 9월 이후로 노이라트는 여기서도 허수아비가 되었고 실제로 체코의 실권을 쥐고 휘두른 것은 부보호자이자 국가보안본부 본부장인 라인하르트 하이드리히였다. 뉘른베르크 재판 당시 주요 전범으로 기소되어 15년형을 선고받았다. 이후 1954년 11월까지 감옥생활을 하다가 신병을 이유로 석방되어 곧 죽었다. 향년 83세.